# Iroquois Gas Transmission
Iroquois Gas Transmission — трубопровід, споруджений для постачання канадського природного газу до східних штатів США.
Траса газопроводу, введеного в експлуатацію у 1992 році, проходить від Waddington на кордоні з Канадою через штати Нью-Йорк та Конектикут до узбережжя, після чого перетинає протоку та потрапляє на острів Лонг-Айленд знов таки у штаті Нью-Йорк. Довжина основної ділянки трубопроводу складає 379 миль, при цьому перша частина 192 милі виконана в діаметрі труб 750 мм, наступна в діаметрі 600 мм. Крім того, для подачі додаткових обсягів палива до споживачів, якими передусім повинні були стати об'єкти електроенергетики, проклали три відгалуження загальною довжиною 47 миль. Перехід до Норпорту на острові Лонг-Айленд, споруджений у підводному виконанні, має довжину 27 миль.
Iroquois Transmission має кілька інтерконекторів з іншими газопровідними системами — у Wright та Шелтон з потужною мережею Tennessee Gas Pipeline (пролягає на північний схід країни з регіону Мексиканської затоки), в Canajoharie з Dominion Transmission (зв'язує штат Нью-Йорк з Огайо та Західною Вірджинією) та у Брукфілд з Algonquin Gas Transmission (транспортує ресурс паралельно до узбережжя північно-східних штатів). Останнє з'єднання створили в 2008 році для подачі до Iroquois Transmission газу, видобутого зі сланцевої формації Марцеллус.
.
Прийомна здатність газопроводу становить понад 12 млрд м3 на рік на канадському кордоні та 3 млрд м3 на рік у Брукфілді. Максимальний робочий тиск — 9,9 МПа. Перекачування блакитного палива забезпечується сімома компресорними станціями.